# ديفيد وينبرجر
ديفيد وينبرجر (من مواليد 1950) هو تقني أمريكي، ومتحدث محترف، ومُعلَق، وربما يُعرف باسم مؤلف مشارك في Cluetrain Manifesto (موقع ويب في الأصل، وفي النهاية صنع منه كتاب، تم وصفه بأنه «كتاب تمهيدي يتحدث عن التسويق عبر الإنترنت»). يركز عمل وينبرجر على كيفية تغيير الإنترنت للعلاقات الإنسانية والتواصل والمعرفة والمجتمع.

## روابط خارجية
- ديفيد وينبرجر على موقع ميوزك برينز (الإنجليزية)